# Литургическое богословие
Литурги́ческое богосло́вие — сравнительная богословская наука, занимающаяся систематизацией богословских идей заключенных в богослужении, церковных песнопениях, последовании праздников, иконографических композициях, таинствах и во всём церковнослуже́бном обихо́де, при сравнении их с богослужебными обычаями других инославных христианских обществ.

## Задачи литургического богословия

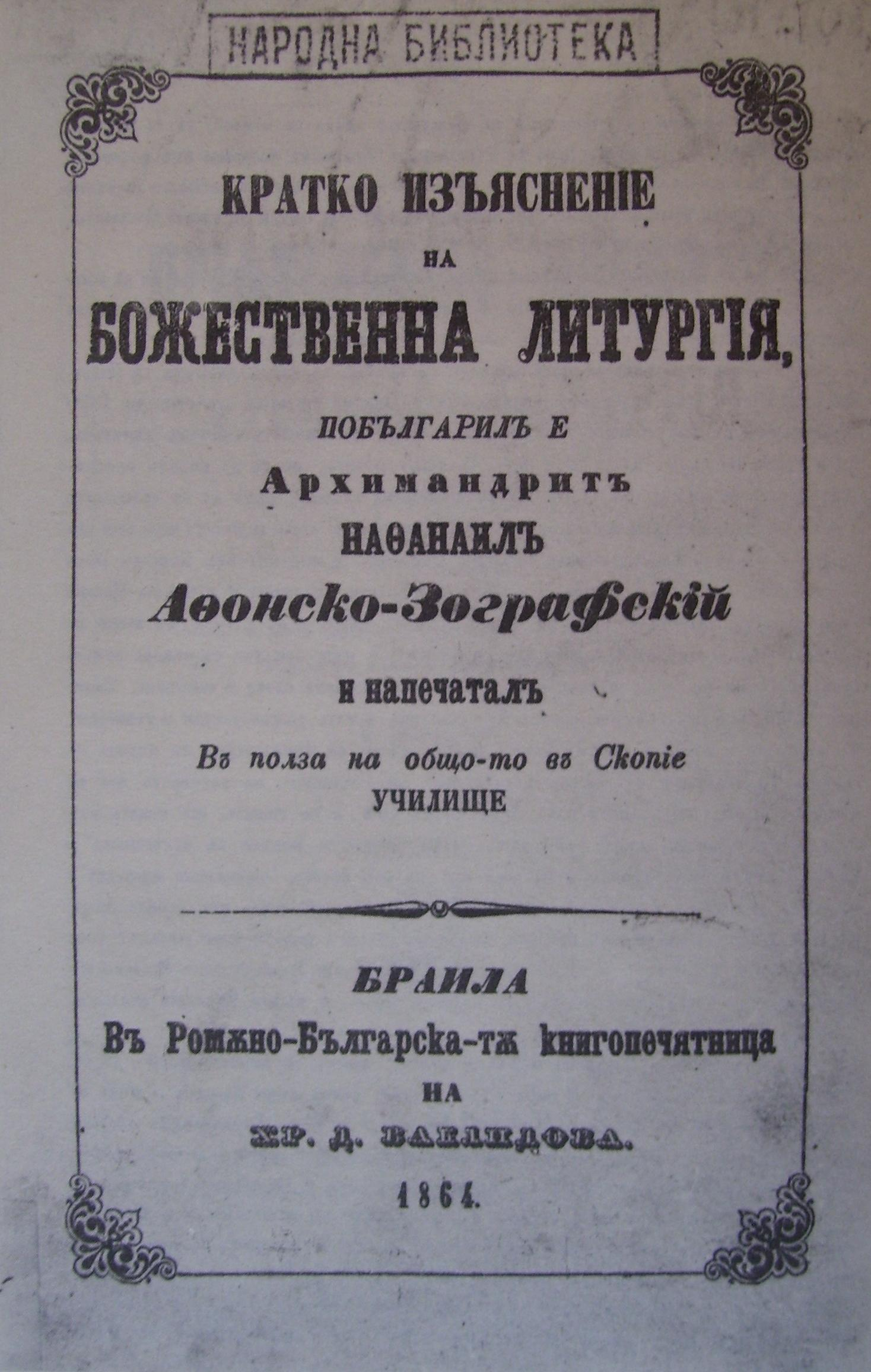
Краткое изъяснение на Божественную Литургию

Перед литургическим богословием поставлены следующие задачи:
- Усвоить богословский статус систематическому описанию богослужения и литургического предания Церкви
- Дать определения понятий и категорий, с помощью которых можно было бы выразить сущность литургического опыта Церкви
- Связать эти определения и понятия с системой понятий богословия, которые истолковывают вероучение Церкви
- Связать отдельные данные литургического опыта в единое целое, в «закон молитвы», соприродный Церкви и определяющий «Закон веры»[2].

## История литургического богословия
Литургическое богословие изучалось ещё в творениях богословов древней христианской церкви, но из-за отсутствия системного подхода, оно не сразу было выделено в отдельную богословскую дисциплинарную единицу.
Определённый вклад в развитие литургической богословской мысли был внесён святым Кириллом Иерусалимским († 386), в своих тайново́дственных поучениях раскрывшего внутренний смысл и символическое значение таинств Крещения, Миропомазания и Евхаристии, чина Оглашения. Впоследствии символическое объяснение богослужений и других церковных тайноде́йствий было раскрыто в книге святого Диони́сия Ареопаги́та «О небесной иерархии», в творениях святого Софро́ния Иерусалимского, преп. Максима Исповедника, св. патриарха Германа Константинопольского, Николая Каваси́лы, архиепископа Фессалоникийского и блаженного Симео́на архиепископа Фессалоники́йского.
В России работу по систематизации предмета начал выпускник Славяно-Греко-Латинской Академии литурги́ст Иван Иванович Дмитриевский в своем труде «Историческое, догматическое и таинственное изъяснение на литургию».
Но всё-таки, Литургическое богословие, именно как богословская наука, возникло в первой половине XX века в связи с богословским движением, которое было вызвано глубоким интересом к литургической традиции Православной Церкви. У истоков науки стояли русские богословы, находившиеся в эмиграции, которые одни из первых начали работу над систематизацией богословских идей, заключавшихся в богослужении.